# Głożyna omszona
Głożyna omszona (Ziziphus mauritiana Lam.) – gatunek krzewu lub niewysokiego drzewa z rodziny szakłakowatych. W zależności od klimatu może być wieczniezielony lub tracący liście podczas suszy. Prawdopodobnie pochodzi z obszaru indo-malajskiego. Gatunek szeroko naturalizowany w basenie Oceanu Indyjskiego od południowej Afryki po wyspy Pacyfiku. Szybko rosnący, w północnej Australii uważany za inwazyjny.

## Morfologia
PokrójNiewielkie rozłożyste drzewo dorastające do 15 m wysokości lub kolczasty krzew. Gałęzie przewieszające się.
LiścieNaprzemianległe, owalne, do 3 cm długości, ciemnozielone i błyszczące z wierzchu i bladozielone od dołu.
KwiatyNiewielkie, żółte, po dwa lub trzy.
OwoceO zmiennej wielkości i kształcie, owalne lub podłużne, w uprawie do 6 cm. Miąższ biały i chrupki, jadalny, kwaśno-slodki. Skórka gładka  błyszcząca.

## Zastosowanie
- Sadzone przy drogach w krajach tropikalnych o opadach w zakresie rocznych opadów od 300 do 1200 mm. Bardzo wytrzymałe na suszę.
- W niektórych krajach (zwłaszcza w Indiach) uprawiane dla owoców. Jedno drzewo daje rocznie od 5 tys. do 10 tys. niewielkich owoców. Owoce, bogate w witaminę C, spożywane są na surowo oraz przerabiane na soki i przetwory.